# Jean-Michel Lahmi
Jean-Michel Lahmi est un acteur français.

## Biographie
Élève de la classe libre du cours Florent avec pour professeurs Francis Huster et Isabelle Nanty, Jean-Michel Lahmi commence sa carrière sur les planches avec la pièce Lorenzaccio d’Alfred de Musset au théâtre du Rond-Point, mise en scène de Francis Huster.
1996 marque ses retrouvailles avec Édouard Baer, camarade de promotion de la classe libre, qui le dirige dans Le Goût de la hiérarchie au théâtre Michel Galabru. Il fait, à ses côtés, de nombreuses apparitions sur Canal+ dans Le Centre de visionnage de NPA ainsi que dans la mensuelle À la rencontre de divers aspects du monde contemporain ayant en commun leur illustration sur support audiovisuel. Il participe aussi à d'autres émissions télévisées telles que Le Jamel Show et Groland Sat.
En 1997, il devient « Le concierge » de la chaîne Comédie ! et participe à La Grosse Emission présentée par Dominique Farrugia. Jean-Michel Lahmi joue également dans plusieurs téléfilms : Le Comte de Monte-Cristo de Josée Dayan en 1998, Jean Moulin d’Yves Boisset en 2002, etc.
Le cinéma n’est pas en reste et dès 1999, il interprète Jean-Mi dans La Bostella d’Édouard Baer. Suivront entre autres : Tanguy d’Étienne Chatiliez, Podium de Yann Moix, Mensonges Et Trahisons de Laurent Tirard, Les Âmes grises d’Yves Angelo, Poltergay d'Eric Lavaine, Nos jours heureux d’Éric Toledano et Olivier Nakache, Cyprien de David Charhon, Le Petit Nicolas et Les Vacances du petit Nicolas de Laurent Tirard en 2009 et 2014.
À la télévision, Jean-Michel Lahmi est connu pour ses rôles dans Scènes De Ménages, où il interprète durant deux saisons le voisin terrifiant de Liliane et José, puis dans Pep's, ou il joue le rôle d'un père d'un fils intello, Édouard Riccodo.

## Filmographie

### Cinéma

#### Courts métrages
- 1997 : Qui va Pino va sano de Fabrice Roger-Lacan : La bouteille
- 1998 : La Clef des prés : le paysan
- 1999 : Drame ordinaire de Sylvain Bergère
- 1999 : Chico notre homme à Lisbonne d'Édouard Baer : José Da Silva, chef des services secrets
- 2007 : Le Secret de Salomon de David Charhon :  le cambrioleur

#### Longs métrages
- 2000 : La Bostella d'Édouard Baer : Jean-Mi
- 2001 : Tanguy d'Étienne Chatiliez : le poissonnier
- 2004 : Podium de  Yann Moix : sosie d'Elvis Presley 1[1]
- 2004 : Mensonges et trahisons et plus si affinités... de  Laurent Tirard : Max
- 2005 : Akoibon d'Édouard Baer : pote no 2
- 2005 : Les Âmes grises d'Yves Angelo : l'accusé
- 2005 : Nos jours heureux de  Olivier Nakache et Éric Toledano : Pierre-Emmanuel Pichavent, le pédopsychiatre
- 2006 : Poltergay d'Éric Lavaine : Gilles
- 2006 : Hors de prix de  Pierre Salvadori : le chirurgien esthétique
- 2007 : Molière  de Laurent Tirard :  Pinel
- 2008 : La Jeune Fille et les Loups de Gilles Legrand
- 2008 : Hello Goodbye de  Graham Guit : Saint-Alban
- 2009 : Les vieux sont nerveux de  Thierry Boscheron : l'inspecteur
- 2009 : Cyprien de David Charhon : Godzilla
- 2009 : Le Petit Nicolas de Laurent Tirard : le gangster qui sort de prison, un médecin scolaire
- 2010 : Protéger et servir de Éric Lavaine : un policier en tenue
- 2010 : Mon pote de Marc Esposito : Richard, patron de Magny-Cours
- 2011 : Bienvenue à bord d'Éric Lavaine : Alain, le pointilleux
- 2012 : Nos plus belles vacances de Philippe Lellouche : Duhartel
- 2012 : Les Vacances de Ducobu de Philippe de Chauveron
- 2012 : Astérix et Obélix : Au service de sa Majesté de Laurent Tirard : légionnaire (début du film)
- 2013 : Des gens qui s'embrassent de Danièle Thompson : Le rabbin
- 2013 : Prêt à tout de Nicolas Cuche : Pierre
- 2014 : Libre et assoupi de Benjamin Guedj : Le Directeur de Numeripro
- 2014 : Les Vacances du petit Nicolas de Laurent Tirard : Marchand de glaces
- 2014 : Des lendemains qui chantent de Nicolas Castro : Rédacteur en chef Libé
- 2014 : Les Souvenirs de Jean-Paul Rouve : Patron de Michel
- 2016 : Rosalie Blum de Julien Rappeneau : Le conseiller pôle emploi
- 2016 : Encore heureux de Benoît Graffin : L'agent immobilier
- 2016 : Un homme à la hauteur de Laurent Tirard : L'homme pressé
- 2016 : Ils sont partout d'Yvan Attal : Le rabbin
- 2016 : Brice 3 de James Huth : le chargé de mission
- 2017 : Ouvert la nuit de Edouard Baer : Théo
- 2017 : Mon poussin de Frédéric Forestier : Paul
- 2017 : Rattrapage de Tristan Séguéla : le père de Guillaume
- 2018 : Le Retour du héros de Laurent Tirard : M. Loiseau
- 2018 : Les Tuche 3 d'Olivier Baroux : Jean-Jacques Petadier, le candidat d'extrême droite
- 2018 : Mademoiselle de Joncquières d'Emmanuel Mouret : un noble
- 2020 : Le Discours de Laurent Tirard : le prof de techno
- 2021 : Présidents d' Anne Fontaine : Jean-Jacques
- 2021 : Un tour chez ma fille d'Eric Lavaine : Le Directeur général
- 2022 : Jumeaux mais pas trop d'Olivier Ducray et Wilfried Méance : Jean-François Deltor
- 2023 : Juste ciel ! de Laurent Tirard : Père Abbé
- 2025 : 100 Millions ! de Nath Dumont : le notaire
- 2025 : Un mariage sans fin de Patrick Cassir : le père de Louna

### Télévision

#### Séries télévisées
- 1997 : L'Agence Lambert
- 1997 : La Grosse Émission : le concierge
- 1998 : Le Comte de Monte-Cristo (TF1)
- 2007 : Reporters (Canal+)
- 2009 : Déformations professionnelles (M6)
- 2011 : Scènes de ménages (M6)
- 2012 : Q.I. d'Olivier de Plas
- 2013 à 2015 : Pep's (TF1, Ango Productions) : Édouard Ricodo
- 2014 : Le Passager de Jérôme Cornuau
- 2015 : Le Bureau des légendes
- 2017 : Alphonse Président (série OCS) de Nicolas Castro : Danglard
- 2017 : Joséphine, ange gardien (saison 18, ép. 1 La Femme aux gardénias) : général Dubosque
- 2019 : Jeux d'influence de Jean-Xavier de Lestrade : Bertrand Gosset
- 2020 : 3615 Monique (série OCS) de Simon Bouisson : professeur Faucheux
- 2021 : HPI (saison 2, ép. 3 Made in France), réalisé par Vincent Jamain : Major Lenormand
- 2020 - 2021 : 18h30 (web-série) : Jean-Michel
- 2023 : Follow de Louis Farge

#### Téléfilms
- 2002 : Jean Moulin d'Yves Boisset  : Maurice
- 2002 : Jim, la nuit de Bruno Nuytten : le routier
- 2002 : L'Enfant éternel de Patrick Poubel : le garde-barrière
- 2002 : Si j'étais lui de Philippe Triboit : le médecin pompier
- 2005 : S.A.C., des hommes dans l'ombre de Thomas Vincent : commandant Faure
- 2006 : L'Enfant d'une autre de  Virginie Wagon : responsable ville
- 2010 : Au bonheur des hommes de Vincent Monnet : Otis
- 2012 : La Ballade de Kouski d'Olivier Langlois
- 2013 : Les Contes venus d'ailleurs : un voyou
- 2014 : Le Voyage de monsieur Perrichon d'Éric Lavaine : Jean
- 2016 : Mystère à l'Opéra de Léa Fazer : Lenormand
- 2017 : Je voulais juste rentrer chez moi d'Yves Rénier : Maître Laurent Vannier
- 2021 : Comme un coup de tonnerre de Catherine Klein : Docteur Azoulay
- 2022 : Poulets grillés, téléfilm de Pascal Lahmani : commissaire divisionnaire Buron
- 2023 : Poulets grillés - La Belle et le Clochard, téléfilm de July Hygreck : commissaire divisionnaire Buron
- 2024 : Poulets grillés - Les secrets de l’hôtel, téléfilm de July Hygreck : commissaire divisionnaire Buron

## Théâtre
- 2009 : Miam Miam d'Édouard Baer, mise en scène de l'auteur, Théâtre Marigny
- 2012-2013 : À la française d'Édouard Baer, mise en scène de l'auteur, Théâtre Marigny
- 2013 : Boire, fumer et conduire vite de Philippe Lellouche, mise en scène Marion Sarraut, La Grande Comédie
- 2018 : Le Lauréat de Terry Johnson, mise en scène Stéphane Cottin,  théâtre Montparnasse